# 杜比兄弟
杜比兄弟（英語：The Doobie Brothers）是成立於美國加利福尼亞州聖荷西的搖滾樂團，自1970年代的大成功以來，他們已經活躍於樂壇50年之久。目前樂團的陣容包括了長年成員湯姆·強斯頓（歌手/吉他）、派崔克·西蒙斯（歌手/吉他）、約翰·麥克菲（和聲歌手/吉他/小提琴/踏板鋼棒吉他）和近期回歸的麥可·麥克唐納（歌手/鍵盤）。
樂團的歷史大致可分成三個階段。由強斯頓擔任主唱的1970年到1975年間，樂團以捻和鄉村、民謠與R&B元素的主流搖滾聲響獲取廣大聽眾的支持。強斯頓於1977年退團後由麥克唐納接手主唱一職，而他也為樂團注入靈魂樂與爵士樂的影響，直到1982年解散為止。1987年，強斯頓重建了杜比兄弟。麥克唐納之後也客串了幾場演出，並於2019年正式回歸樂團來參與創團50週年的慶祝巡演。
杜比兄弟知名於強大的和聲和雙鼓手編制。樂團已在全球銷售了超過四千萬張唱片，時至今日也還有〈Listen to the Music〉、〈Long Train Runnin'〉、〈China Grove〉、〈Black Water〉、〈Takin' It to the Streets〉和〈What a Fool Believes〉等膾炙人口的歌曲被世人牢記。杜比兄弟於2004年入選聲樂團體名人堂，並於2020年入選摇滚名人堂。

## 成員
現任成員
- 湯姆·強斯頓（英语：Tom Johnston (musician)）（Tom Johnston） – 主唱與和聲、吉他、口琴 (1970–1977、1987–現在)
- 派崔克·西蒙斯（Patrick Simmons） – 和聲與主唱、吉他 (1970–1982、1987–現在)
- 麥可·麥克唐納（英语：Michael McDonald (musician)）（Michael McDonald） – 主唱與和聲、鍵盤 (1975–1982、1987、1992、1995–1996、2019-現在)
- 約翰·麥克菲（John McFee） – 吉他、踏板鋼棒吉他、小提琴、口琴、和聲 (1979–1982、1987、1993–1995、1996–現在)

前成員
- 戴夫·蕭格倫（Dave Shogren） – 貝斯、鍵盤、和聲 (1970–1971；1999年去世)
- 約翰·哈特曼（John Hartman） – 爵士鼓、打擊樂器 (1970–1979、1987–1992；2021年去世)
- 麥可·霍賽克（Michael Hossack） – 爵士鼓、打擊樂器 (1971–1973、1987–2012；2012年去世)
- 提倫·波特（Tiran Porter） – 貝斯、和聲 (1971–1980、1987–1992)
- 基思·克努德森（Keith Knudsen） – 爵士鼓、打擊樂器、和聲 (1973–1982、1987、1993–2005；2005年去世)
- 「臭鼬」傑夫·巴克斯特（Jeff "Skunk" Baxter） – 吉他 (1974–1979、1987、1992)
- 鮑比·拉坎德（Bobby LaKind） – 康加鼓、打擊樂器、和聲 (1976–1982、1987、1992；1992年去世)
- 切特·麥克拉肯（Chet McCracken） – 爵士鼓、打擊樂器 (1979–1982、1987、1995)
- 科尼利厄斯·邦普斯（Cornelius Bumpus） – 薩克斯風、鍵盤、和聲 (1979–1982、1987、1989–1990、1992、1993、1995；2004年去世)
- 威利·維克斯（Willie Weeks） – 貝斯、和聲 (1980–1982、1993)

## 作品列表
錄音室專輯
- 《The Doobie Brothers（英语：The Doobie Brothers (album)）》（1971年4月30日）
- 《Toulouse Street（英语：Toulouse Street）》（1972年7月1日）
- 《The Captain and Me（英语：The Captain and Me）》（1973年3月2日）
- 《What Were Once Vices Are Now Habits（英语：What Were Once Vices Are Now Habits）》（1974年2月1日）
- 《Stampede（英语：Stampede (The Doobie Brothers album)）》（1975年4月25日）
- 《Takin' It to the Streets（英语：Takin' It to the Streets (The Doobie Brothers album)）》（1976年3月19日）
- 《Livin' on the Fault Line（英语：Livin' on the Fault Line）》（1977年8月19日）
- 《Minute by Minute（英语：Minute by Minute）》（1978年12月1日）
- 《One Step Closer（英语：One Step Closer (The Doobie Brothers album)）》（1980年9月17日）
- 《Cycles（英语：Cycles (The Doobie Brothers album)）》（1989年5月17日）
- 《Brotherhood（英语：Brotherhood (The Doobie Brothers album)）》（1991年4月15日）
- 《Sibling Rivalry（英语：Sibling Rivalry (The Doobie Brothers album)）》（2000年10月3日）
- 《World Gone Crazy（英语：World Gone Crazy (The Doobie Brothers album)）》（2010年9月28日）
- 《Southbound（英语：Southbound (The Doobie Brothers album)）》（2014年11月4日）[8]

## 外部連結
- 官方网站
- 杜比兄弟現場表演照片展示相冊 （页面存档备份，存于）
- 杜比兄弟在Allmusic上的頁面
- 杜比兄弟的Discogs页面（英文）